# Gaullea argentina
Gaullea argentina  (лат.) — вид ос-блестянок подсемейства Chrysidinae (Chrysidini) из отряда перепончатокрылые насекомые, единственный в составе монотипического рода Gaullea. Южная Америка (Аргентина, известен только из северо-центральных провинций, Santiago del Estero, Chaco, Catamarca).

## Описание
Мелкие осы, длина около 3 мм, тело грубо пунктированное. Апикальный край 3-го тергита брюшка беловатый с 6 или более зубчиками. Метанотальная вершина выступает назад. Передние крылья без дискоидальной ячейки. Хозяева неизвестны, предположительно паразитоиды, которые в качестве хозяев используют пчел и ос (Sphecidae, Eumenidae и Vespidae), в гнезда которых откладывают свои яйца, как кукушки. Вышедшая из яйца личинка блестянки затем поедает личинку хозяина гнезда. Этот монотипический таксон (Gaullea) не имеет сходных родов, кроме также имеющих белые отметины Argochrysis, Spintharina, Spintbarosoma, Brugmoia, и некоторых представителей Chrysis.